# Århus Håndbold
Århus Håndbold var en handbollsklubb från Århus i Danmark, som bildades 2001. Klubben bildades med namnet Århus GF, som en sammanslagning av Århusklubbarna AGF, Brabrand IF, VRI och Århus KFUM/Hasle. AGF valde senare att gå ur sammanslagningen. Hemmamatcherna spelades i Ceres Park & Arena (f.d. NRGi Arena) i Århus.
Klubben gick i konkurs efter gruppspelet säsongen 2020/21, och inför säsongen 2021/22 slogs klubben ihop med Skanderborg Håndbolds herrlag, nu under namnet Skanderborg Aarhus Håndbold.